# Manfred Kiesel
Manfred Kiesel (* 1949) ist ein deutscher Kunstpädagoge.

## Leben
Manfred Kiesel studierte Kunst, Mathematik und Evangelische Theologie an der Pädagogischen Hochschule Heidelberg und unterrichtete ab 1972 an Grundschulen und Hauptschulen. Ab 1974 war er Fachberater für Bildende Kunst und Lehrbeauftragter, ab 1981 Lehrbeauftragter für Kunst und Pädagogik am Staatlichen Seminar für Didaktik und Lehrerbildung Bad Mergentheim und ab 1982 Seminarschuldirektor.
Er war Mitglied der Lehrplankommission Hauptschule, Mitglied der Kooperationsgruppe Pädagogische Hochschulen und Ausbildungsseminare im Fach Kunst und Vorsitzender der Bildungsplankommission Kunst/Werken-Baden-Württemberg 2016.
Er ist seit dem Aufbau der Hector Kinderakademien Dozent/Kursleiter in vielen verschiedenen künstlerischen, digitalen und forschenden Bereichen.

## Veröffentlichungen
- Bildende Kunst in der Grundschule: Ein Handbuch mit Anregungen und Themenvorschläge für die Unterrichtspraxis. Verlag Julius Klinkhardt, ISBN 3-7815-0844-7.[4]
- Bilden, Bauen, Betrachten: Handbuch für Kunsterziehung und Wahrnehmungsübung Klasse 5–10. Verlag Julius Klinkhardt, ISBN 3-7815-0853-6.
- Kreativer Kunstunterricht in der Grundschule, Arbeiten mit Farben. Auer, Donauwörth 2000, ISBN 3-403-03073-3.[5]
- Kreativer Kunstunterricht in der Grundschule, Grafik. Auer, Donauwörth 2000, ISBN 3-403-03174-8.
- Kreativer Kunstunterricht in der Grundschule, Körper und Raum. Auer, Donauwörth 2001, ISBN 3-403-03521-2.
- Kreativer Kunst- und Kulturunterricht 1 – Ideen und Materialien für die Grundschule. Auer, Donauwörth 2005, ISBN 3-403-04230-8.
- Kreativer Kunst- und Kulturunterricht 2 – Ideen und Materialien für Textiles Werken. Auer, Donauwörth 2008, ISBN 978-3-403-04647-9.
- Kreativer Kunstunterricht in der Grundschule, Bildbetrachtung. Auer, Donauwörth 2011, ISBN 978-3-403-06662-0.
- Kreativer Kunstunterricht in der Grundschule, Zwischenaufgaben. Auer, Donauwörth 2009, ISBN 978-3-403-06461-9.
- Kunst fachfremd unterrichten. Die Basis 1.–4.Klasse. Auer, Donauwörth 2012, ISBN 978-3-403-07035-1.
- Kunst fachfremd unterrichten. Die Basis 1./2.Klasse. Auer, Donauwörth 2012, ISBN 978-3-403-07035-1.
- Kunst fachfremd unterrichten. Die Praxis 3./4.Klasse. Auer, Donauwörth 2013, ISBN 978-3-403-07037-5.
- Das Mega-Monster-Macher-Buch, 50 kreative Gestaltungsideen. Donauwörth 2013, ISBN 978-3-403-07095-5.
- Bildende Kunst in der 5.und 6.Klasse. Auer, Donauwörth 2007, ISBN 978-3-403-04698-1.
- Bildende Kunst in der 7.und 8. Klasse. Auer, Donauwörth 2008, ISBN 978-3-403-04825-1.
- Bildende Kunst in der 9.und 10.Klasse. Auer, Donauwörth 2008, ISBN 978-3-403-04909-8.
- Zwischenaufgaben für den Kunstunterricht 5/6. Auer, Donauwörth 2011, ISBN 978-3-403-06686-6.
- Zwischenaufgaben für den Kunstunterricht 7/8. Auer, Donauwörth 2012, ISBN 978-3-403-06687-3.
- Zwischenaufgaben für den Kunstunterricht 9/10. Auer, Donauwörth 2012, ISBN 978-3-403-06688-0.
- Kunst konkret – Vielfältige Unterrichtsideen zum künstlerischen Gestalten in der 5.Klasse. Brigg Pädagogik, Augsburg 2010, ISBN 978-3-87101-541-0.
- Kunst für Fachfremde und Berufseinsteiger 5./6. Klasse. Auer, Donauwörth 2013, ISBN 978-3-403-07166-2.
- Kunst für Fachfremde und Berufseinsteiger 7./8. Klasse. Auer, Donauwörth 2014, ISBN 978-3-403-07236-2.
- Kunst für Fachfremde und Berufseinsteiger 9./10. Klasse. Auer, Donauwörth 2014, ISBN 978-3-403-07237-9.
- (K)eine Ahnung von Kunst?! Schülern durch Kunstbetrachtung und eigene Kunstproduktion Epochenwissen vermitteln, Klasse 5–7. Auer, Augsburg 2016, ISBN 978-3-403-07951-4.[6]
- (K)eine Ahnung von Kunst?! Schülern durch Kunstbetrachtung und eigene Kunstproduktion Epochenwissen vermitteln, Klasse 8–10. Auer, Augsburg 2017, ISBN 978-3-403-07966-8.[7]
- Mensch, Natur, Kultur. Band 1. Schulbuch für das 1. und 2.Schuljahr. Auer, Donauwörth 2004, ISBN 3-403-03929-3.
- Mensch, Natur, Kultur – Band 3, Schülerbuch für das 3. Schuljahr. Auer, Donauwörth 2005, ISBN 3-403-03931-5.
- Mensch, Natur, Kultur – Band 4, Schülerbuch für das 4. Schuljahr. Auer, Donauwörth 2006, ISBN 3-403-03932-3.
- Mensch, Natur, Kultur – Band 1, Lehrerhandbuch. Auer, Donauwörth 2005, ISBN 3-403-04187-5.
- Mensch, Natur, Kultur – Band 2, Lehrerhandbuch. Auer, Donauwörth 2005, ISBN 3-403-04188-3.
- Mensch, Natur, Kultur – Band 3, Lehrerhandbuch. Auer, Donauwörth 2007, ISBN 978-3-403-03931-0.
- Mensch, Natur, Kultur – Band 4, Lehrerhandbuch. Auer, Donauwörth 2008, ISBN 978-3-403-04190-0.
- Wahlaufgaben im Kunstunterricht 5–7. Auer, Augsburg 2021, ISBN 978-3-403-08673-4.
- Wahlaufgaben Kunstunterricht 8-10, (Erscheinungstermin 2022) ISBN 978-3-403-08674-1
- Wahlaufgaben im Kunstunterricht 9–10. Auer, Augsburg 2022, ISBN 978-3-403-08673-4.
- Martin Schwarz und seine Kunst. Eigen-Art Verlag, Winterthur 2021, ISBN 978-3-905506-49-5.
- Anregungen für den Kunstunterricht ab Klasse 5/6. ALS Verlag, Dietzenbach 1999, ISBN 3-89135-088-0.
- Anregungen für den Kunstunterricht ab Klasse 7/8. ALS Verlag, Dietzenbach 2000, ISBN 3-89135-104-6.
- Anregungen für den Kunstunterricht ab Klasse 9/10. ALS Verlag, Dietzenbach 2001, ISBN 3-89135-113-5.
- Grafik im Kunstunterricht der 1./2.Klasse. ALS Verlag, Dietzenbach 2015, ISBN 978-3-89135-179-6.
- Grafik im Kunstunterricht der 3./4.Klasse. ALS Verlag, Dietzenbach 2015, ISBN 978-3-89135-180-2.
- Farbe im Kunstunterricht der 1./2.Klasse. ALS Verlag, Dietzenbach 2017, ISBN 978-3-89135-185-7.[8]
- Farbe im Kunstunterricht der 3./4.Klasse. ALS Verlag, Dietzenbach 2017, ISBN 978-3-89135-186-4.
- Bilderwelten – Fotos erstellen und bearbeiten in der Grundschule. ALS Verlag, Dietzenbach 2020, ISBN 978-3-89135-190-1.
- Kunsterziehung. Fachbeitrag in: J. Standop, E. Jürgens (Hrsg.): Taschenbuch Grundschule. Band 4. Fachliche und überfachliche Gestaltungsbereiche. Schneider, Hohengehren 2008, ISBN 978-3-8340-0371-3.
- Sache Wort Zahl – Lehren und Lernen in der Grundschule. Auer Verlag. (Zahlreiche Beiträge zum Fachbereich Kunst/Ästhetische Erziehung.)
- in: Raabits. Dr. Raabe Verlag. (Zahlreiche Beiträge zu Unterrichtsvorhaben im Fach Kunst/Ästhetische Erziehung)
- Wahlaufgaben im Kunstunterricht der Grundschule. Auer, Donauwörth 2023, ISBN 978-3-403-08600-0.